# Airside
Airside —rotulado como AIRSIDE— es un rascacielos promovido por el Nan Fung Group en Hong Kong (China). Situado en el barrio de Kai Tak de Kowloon, Airside forma parte del Proyecto Kai Tak, construido en los terrenos ocupados por el antiguo Aeropuerto Internacional Kai Tak. El edificio tiene 43 plantas y 207 metros de altura y fue inaugurado el 28 de septiembre de 2023, incluida una entrada a la estación de Kai Tak del Metro de Hong Kong. Es un desarrollo de uso mixto que contiene espacio comercial y de oficinas. Las plantas más bajas del edificio albergan un centro comercial de 65 000 m², conocido simplemente como Airside. Este centro comercial contiene un cine y una ola artificial para practicar surf en interiores.